# TRPM8
Le TRPM8 (pour « Transient receptor potential cation channel subfamily M (melastatin) member 8 ») ou CMR1 est une protéine jouant comme canal ionique sensible au froid. Son gène, TRPM8, est situé sur le chromosome 2 humain.

## Historique
Il a été caractérisé par l'équipe de David Julius et celle d'Ardem Patapoutian en 2002, qui reçoivent le prix Nobel de physiologie ou médecine en 2021 pour leurs travaux sur les récepteurs de température et du toucher.

## Mécanismes
Ce récepteur, activé par les températures froides et le menthol, est exprimé dans des neurones thermosensibles impliqués dans la détection du froid non douloureux : il s’active pour des températures inférieures à 28 °C environ, et des souris de laboratoire artificiellement privées de ce récepteur présentent un déficit majeur de perception du froid. À des températures inférieures à 15 °C environ, un autre capteur s'active : TRPA1 (transient receptor potential cation channel subfamily A member 1), qui signale le froid douloureux.
La testostérone inhibe la protéine-canal TRPM8, participant à la détermination de la thermosensation, ce qui explique que les hommes âgés ressentent davantage le froid que les jeunes hommes, le taux de testostérone diminuant avec l’âge.